# Mustela altaica temon
Mustela altaica temon es una subespecie de  mamíferos carnívoros  de la familia Mustelidae subfamilia Mustelinae.

## Distribución geográfica
Se encuentra en  el Himalaya, el Tíbet y China.